# Titularbistum Quiza
Quiza ist ein Titularbistum der römisch-katholischen Kirche.
Es geht zurück auf einen untergegangenen Bischofssitz in der antiken Stadt Quiza Cenitana, die sich in der römischen Provinz Mauretania Caesariensis im heutigen nördlichen Algerien befand.
| Titularbischöfe von Quiza |                                   |                                           |                   |                   |
| Nr.                       | Name                              | Amt                                       | von               | bis               |
| 1                         | Adrien André Maria Cimichella OSM | Weihbischof in Montréal (Kanada)          | 5. Juni 1964      | 21. Juli 2004     |
| 2                         | José Guadalupe Torres Campos      | Weihbischof in Ciudad Juárez (Mexiko)     | 10. Dezember 2005 | 25. November 2008 |
| 3                         | Cirilo Flores                     | Weihbischof in Orange in California (USA) | 5. Januar 2009    | 4. Januar 2012    |
| 4                         | Genadijus Linas Vodopjanovas OFM  | Weihbischof in Telšiai (Litauen)          | 12. Februar 2012  | 20. Mai 2016      |
| 5                         | Anthony Randazzo                  | Weihbischof in Sydney (Australien)        | 24. Juni 2016     | 7. Oktober 2019   |
| 6                         | Ján Kuboš                         | Weihbischof in Spiš (Slowakei)            | 25. März 2020     |                   |